# サルムソン 2
サルムソン 2はフランスのサルムソン社が開発した単発複葉複座の偵察、軽爆撃機である。第一次世界大戦ではブレゲー 14と共にフランスの主力偵察機の一つであった。

## 概要
本機はソッピース1½ ストラッター、ドゥラン A.R.の後継機として開発された。1917年4月29日に初飛行、部隊配備は同年10月からはじまった。総生産機数は約3,200機が生産され、うち2,200機がサルムソン製で、残りはラテコエール、アンリオ等で生産され、一部は複操縦式の練習機2D2として生産された。
機体構造は垂直、水平尾翼の翼面全てが動くオールフライングテールで、機動性が優れていたが設計そのものはごく常識的であった。しかし操縦士と機銃手とが離れており意思疎通に不便が生じた。更に性能向上型が計画されるも、終戦の為全てキャンセルされてしまった。
フランスで制式採用された他、アメリカ派遣軍が700機購入した。戦後は、チェコスロバキア、ポーランドが使用。日本ではライセンス生産も行われた。

## 日本での運用

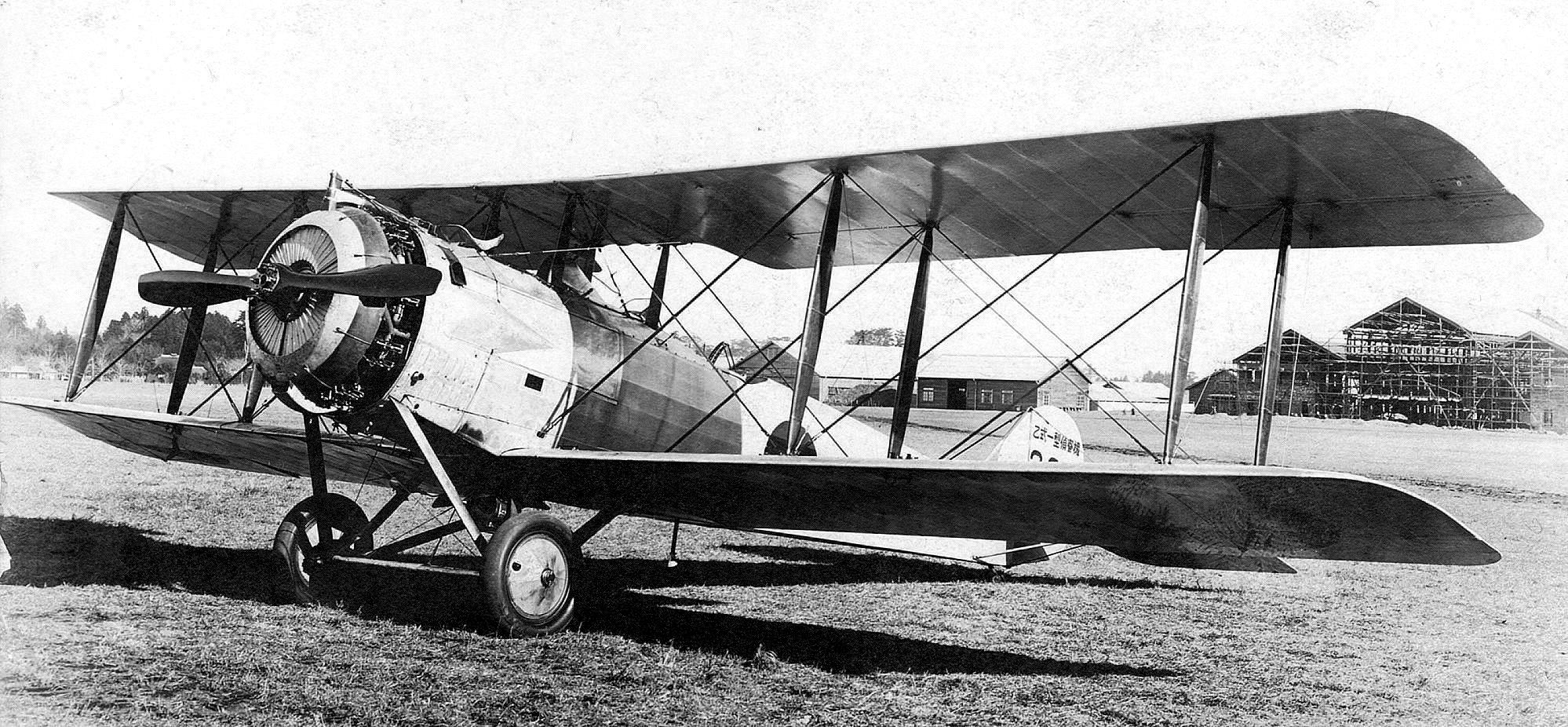
乙式一型偵察機

1919年（大正8年）に来日したフォール教育団の教材用としてまず29機が輸入され、陸軍にサ式二型偵察機として制式採用、1921年（大正10年）には51機を輸入し乙式一型偵察機と改称した。同時に陸軍では本機の国産化に着手し、修理という名目で1920年（大正9年）末に国産1号機を完成させた。その後航空補給部で約300機の生産を行った。この時陸軍はエンジンのライセンス製造権は取得していたものの機体の製造権は取得しておらず、後に特許権侵害としてサルムソン社から抗議を受けることとなった（最終的には、川崎が間に立って両者を和解させた）。陸軍砲兵工廠でも約300機生産されたといわれるが、これについては誤りだとする資料も複数ある。
また飛行機分野への進出を狙っていた川崎造船所飛行機部（現：川崎重工業航空宇宙システムカンパニー）もエンジン、機体両方のライセンスを取得し、陸軍からの国産化の指示を受けて1922年（大正11年）に試作機2機を完成させた。その後1927年までに約300機生産した。この機体が川崎における最初の量産機となった。日本における総生産機数は約900機（誤りとされる砲兵工廠生産分を除けば600機）にもなり、当時としては記録的な生産数であった。
また、川崎は乙式一型のベース機である2A2とともに、エンジン変更と大型化がなされた派生機である7A2も1919年に1機輸入しており、これを元に独自に性能向上型も試作したが、双方ともに陸軍には採用されず7A2の試用のみに終わっている。
ラジエーターチューブはNiD 29を担当した山田晁が創業した大阪金属工業所が請け負った。
1928年（昭和3年）に八八式偵察機が登場するまで主力偵察機として活躍し、1933年（昭和8年）頃まで前線部隊で使用された。満州事変、第一次上海事変にも一部の機体が参加している。第一線を退いた後は多数の機体が民間に払い下げられ、飛行学校や新聞社等で愛用された。
1933年（昭和8年）8月7日、女性初の日本海横断飛行に挑むため朴敬元が払い下げのサルムソンで羽田飛行場（現:東京国際空港）から出発したが、現熱海市の玄岳に墜落し死亡した。
1935年（昭和10年）6月8日には、青森県八戸市で行われた八戸防空飛行大会で、離陸中のサムルソン乙型偵察機が誤って観客者の中へ突っ込み死者3人、重傷者1人を出す事故を起こしている。

## 性能諸元
- 全長：8.50 m
- 全幅：11.75 m
- 全高：2.90 m
- 自重：780 kg
- 全備重量：1,290 kg

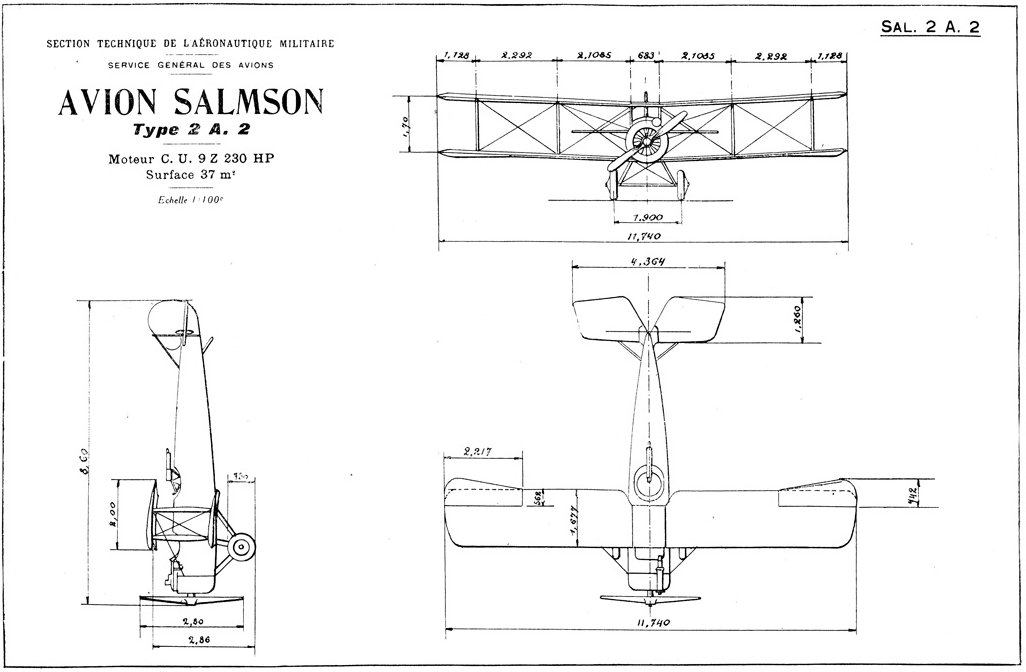

- 発動機：サルムソン9Za 水冷星型9気筒 230 hp
- 最大速度：188 km/h
- 上限高度：6,250 m
- 航続距離：500 km
- 武装
  - 7.7mm機銃×1（前方固定）、7.7mm機銃×1（後方旋回）
- 乗員：2名

## 現存する機体
- 乙式一型偵察機 1001号機の復元機が岐阜かかみがはら航空宇宙博物館館内にある。